# أويلق
أويلق هي قرية في مقاطعة ورزقان، إيران. عدد سكان هذه القرية هو 528 في سنة 2006.